# Sepempang
Sepempang is een bestuurslaag in het regentschap Natuna van de provincie Riau-archipel, Indonesië. Sepempang telt 1615 inwoners (volkstelling 2010).